# Метод фазової площини

Фазовий портрет системи, стійкої у великому, і нестійкої в малому. Виділений жирним еліпс — стійкий граничний цикл, що характеризує автоколивання, в цьому випадку є сепаратрисою.

Метод фазової площини — графоаналітичний метод дослідження динамічних систем, що зводяться до рівнянь вигляду:
{\displaystyle {\frac {d\mathbf {x_{1}} }{dt}}=Q(\mathbf {x_{1}} ,\mathbf {x_{2}} ),}  {\displaystyle {\frac {d\mathbf {x_{2}} }{dt}}=F(\mathbf {x_{1}} ,\mathbf {x_{2}} ).}
Теоретичні основи методу розробили Пуанкаре і Ляпунов, однак метод систематично не використовувався до 1930-х років.
Зазвичай метод застосовують для дослідження нелінійних систем, у випадках, коли лінеаризація призводить до незадовільних помилок, або коли лінеаризація значно обмежена в застосовності за часом.
За допомогою методу знаходять характеристики особливих точок, ізольованих замкнутих траєкторій і сепаратриси, що в свою чергу дозволяє оцінити динаміку розроблюваної або досліджуваної нелінійної динамічної системи в широкому діапазоні можливих початкових умов.